# Mimeresia neavei
Mimeresia neavei är en fjärilsart som beskrevs av James John Joicey och Talbot 1921. Mimeresia neavei ingår i släktet Mimeresia och familjen juvelvingar. Inga underarter finns listade i Catalogue of Life.

## Bildgalleri

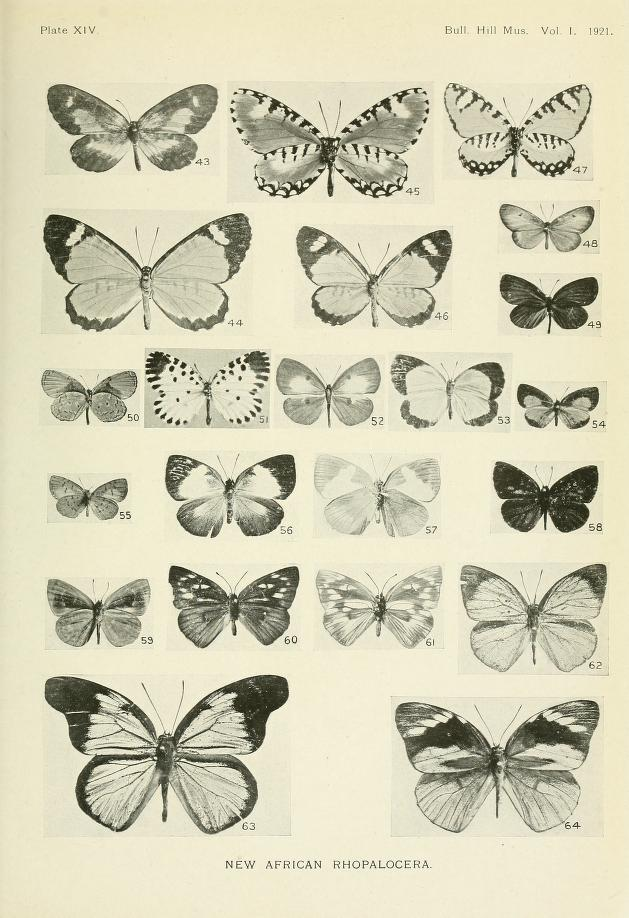
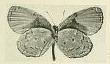